# جولیوس ایوری
جولیوس اِیوری (انگلیسی: Julius Avery) یک کارگردان فیلم، فیلم‌نامه‌نویس اهل استرالیا است.
از فیلم‌های که او کارگردانی کرده می‌توان به پسر تفنگ (۲۰۱۴)، ارباب (۲۰۱۸)، سامری (۲۰۲۲) و پاپ جن‌گیر (۲۰۲۳) اشاره نمود.